# Prad am Stilfser Joch
Prad am Stilfser Joch (italià Prato allo Stelvio) és un municipi italià, dins de la província autònoma de Tirol del Sud. És un dels municipis del districte i de Vinschgau. L'any 2007 tenia 3.375 habitants. Comprèn la fracció de Lichtenberg (Montechiaro). Limita amb els municipis de Glurns, Laas, Schluderns, Stilfs, Taufers im Münstertal i Müstair (Grisons).

## Situació lingüística
| Pertinença lingüística (cens 2001) | 96,93% alemany |
| Pertinença lingüística (cens 2001) | 2,90% italià   |
| Pertinença lingüística (cens 2001) | 0,17% ladí     |

## Administració

Territori comunal

| Període | Identitat       | Partit |
| ------- | --------------- | ------ |
| 2004-   | Hubert Pinggera | SVP    |